# Алі Газаль
Алі Газаль (араб. علي غزال, нар. 1 лютого 1992, Асуан) — єгипетський футболіст, півзахисник грецького клубу «Лариса» і національної збірної Єгипту.

## Клубна кар'єра
Народився 1 лютого 1992 року в місті Асуан. Вихованець юнацьких команд футбольних клубів «Аль-Секка Аль-Адід» та «Ваді Дегла».
У дорослому футболі дебютував 2013 року виступами в Португалії за команду «Насіунал», в якій протягом чотирьох сезонів взяв участь у 107 матчах чемпіонату. Більшість часу, проведеного у складі «Насіунала», був основним гравцем команди.
На початку 2017 року за 2,6 мільйона євро перейшов до китайського «Гуйчжоу Чжичен», за команду якого в іграх місцевої першості так й не дебютував через запровадження в пегламенті змагання жорсткого обмеження кількості легіонерів. Провівши одну гру в рамках розіграшу Кубка Китаю, влітку того ж року погодився на завчасне розірвання контракту з клубом.
10 серпня 2017 року став гравцем канадського представника у північноамериканській MLS «Ванкувер Вайткепс». У цій команді не став гравцем основного складу і залишив її наприкінці 2018 року за згодою сторін.
Знайшов варіант продовження кар'єри у Португалії, приєднавшись у січні 2019 року до місцевого «Фейренсі», який, утім, залишив вже за півроку.
Провівши другу половину 2019 року без клубу, 17 січня 2020 року уклав контракт з грецькою «Ларисою».

## Виступи за збірні
Протягом 2011—2013 років залучався до складу молодіжної збірної Єгипту. На молодіжному рівні зіграв у 3 офіційних матчах.
2014 року дебютував в офіційних матчах у складі національної збірної Єгипту.
У складі збірної був учасником Кубка африканських націй 2019 року в Єгипті.
| Дата       | Місто       | Господарі            | Результат | Гості    | Турнір                                   | Голи | Примітки |
| ---------- | ----------- | -------------------- | --------- | -------- | ---------------------------------------- | ---- | -------- |
| 5-3-2014   | Інсбрук     | Боснія і Герцеговина | 0 – 2     | Єгипет   | товариський матч                         | -    | 59'      |
| 30-5-2014  | Сантьяго    | Чилі                 | 3 – 2     | Єгипет   | товариський матч                         | -    |          |
| 4-6-2014   | Лондон      | Ямайка               | 2 – 2     | Єгипет   | товариський матч                         | -    |          |
| 5-9-2014   | Дакар       | Сенегал              | 2 – 0     | Єгипет   | Відбір до Кубка африканських націй 2015  | -    |          |
| 10-9-2014  | Каїр        | Єгипет               | 0 – 1     | Туніс    | Відбір до Кубка африканських націй 2015  | -    |          |
| 8-9-2018   | Александрія | Єгипет               | 6 – 0     | Нігер    | Відбір до Кубка африканських націй 2019  | -    | 57'      |
| 12-10-2018 | Каїр        | Єгипет               | 4 – 1     | Есватіні | Відбір до Кубка африканських націй 2019  | -    |          |
| 22-3-2019  | Ніамей      | Нігер                | 1 – 1     | Єгипет   | Відбір до Кубка африканських націй 2019  | -    | 46'      |
| 13-6-2019  | Александрія | Єгипет               | 1 – 0     | Танзанія | товариський матч                         | -    | 46'      |
| 16-6-2019  | Александрія | Єгипет               | 3 – 1     | Гвінея   | товариський матч                         | -    | 87'      |
| 26-6-2019  | Каїр        | Єгипет               | 2 – 0     | ДР Конго | Кубок африканських націй 2019 - 1-й етап | -    | 84' 88'  |
| Усього     |             | Матчів               | 11        |          | Голів                                    | 0    |          |